# Legazpia
Legazpia (oficialmente en euskera: Legazpi) es un municipio español en la provincia de Guipúzcoa, en la comunidad autónoma del País Vasco. Esta en la comarca Alto Urola.

## Toponimia
A la hora de abordar el significado etimológico de Legazpi, todos los filólogos coinciden en reconocer la presencia de la palabra vasca azpi, que significa 'debajo' o 'parte inferior', según se utilice como adverbio o sustantivo. No hay, sin embargo, acuerdo para el principio del nombre. Se han propuesto las siguientes etimologías, todas ellas basadas en la lengua vasca:
Legats o Legartz = 'tierra grijosa, guijarral' (referida a la de los montes),
Legatz = 'merluza' (recordando la presencia de dos peces en el escudo municipal),
Leku = 'lugar' (lugar por estar en un valle entre montes altos)
Sin embargo, la interpretación más probable es esta otra: según se sabe, los ferrones de Legazpia se surtían de hierro en las minas de los montes cercanos, Lekanburu en concreto (hoy llamado Oilargain, en Motiloa). Después lo elaboraban en el valle, a orillas del Urola, en lo que actualmente es Legazpia. Llamaron Lekan-buru a la cabeza o cima de Lekan y Lekan-azpi (Lekazpi, Legazpi) al lugar bajo las minas de Lekan, Es decir, que Legazpi es la parte baja y Lekanburu la parte alta de un mismo lugar geográfico.
El nombre del pueblo se ha transcrito tradicionalmente como Legazpia, permaneciendo esa variante como nombre formal de la localidad en español. La -a final tiene valor de artículo en el euskera y por ello es habitual que se pierda en los topónimos con el paso del tiempo. Así, en este idioma se llama actualmente al pueblo Legazpi en vez de Legazpia. La pronunciación es algo diferente, el nombre se pronuncia en euskera sonando la Z como la Z del inglés, y no sonando parecido a una C, que es como suena en castellano. 
Por la resolución del 12 de abril de 1991 de la Viceconsejería de Administración Local, publicada en el BOPV del 22 de abril del mismo año, se cambió el nombre oficial del municipio de Legazpia a Legazpi.
Existe una ciudad en Filipinas, denominada Legazpi, así como un barrio en Madrid del mismo nombre. Ambos deben su nombre al conquistador Miguel López de Legazpi, que era natural de la vecina localidad de Zumárraga y cuya familia era oriunda de Legazpia.
El gentilicio es legazpiarra. Por su tradición metalúrgica, los legazpiarras suelen recibir el apodo de ilintxak, que significa en euskera 'tizones'. Así se llama, por ejemplo, el equipo de fútbol local.
El hecho de que en el municipio existan vestigios de antiguas ferrerías, que conservan todavía los nombres de Jentiletxe y Jentilola (casa y ferrería de gentiles), ha dado motivo para suponer que la existencia es del tiempo de los gentiles y anterior a Jesucristo. La alusión escrita y precisa más antigua que conocemos acerca de la existencia de Legazpia remonta a 1290. La realiza Sancho IV de Castilla cuando dice:
...tengo por bien que las ferrerías que son en Legazpia masuqueras, que están en yermo, e las hacen robos los malos homes e los robadores, que vengan más cerca de la villa de Segura...

## Geografía
Está situado en el sur de Guipúzcoa, prácticamente en el centro de las tres capitales vascas distando Bilbao a 75 km, San Sebastián a 64 km y Vitoria a 55 km.
El municipio pertenece al Alto Urola. Limita al norte con Anzuola, Villarreal de Urrechua y Zumárraga, con Oñate al oeste, con Cegama y la Parzonería de Alzania al sur y al este con Cerain, Motiloa y Gaviria.
Los arroyos Bríncola y Barrendiola, que nacen en el Aitzgorri, dan origen al unirse en Bríncola al río Urola, el cual recorre el término municipal a lo largo de 12 km.
Legazpia tiene una superficie de 42,2 km² y una altitud de 400 m sobre el nivel del mar. Puede accederse a la localidad bien por la comarcal GI-2630 (San Prudencio-Urrechu), bien por la GI-3520 (Legazpia-Segura). RENFE por otro lado une Legazpia a Irún y Miranda de Ebro.

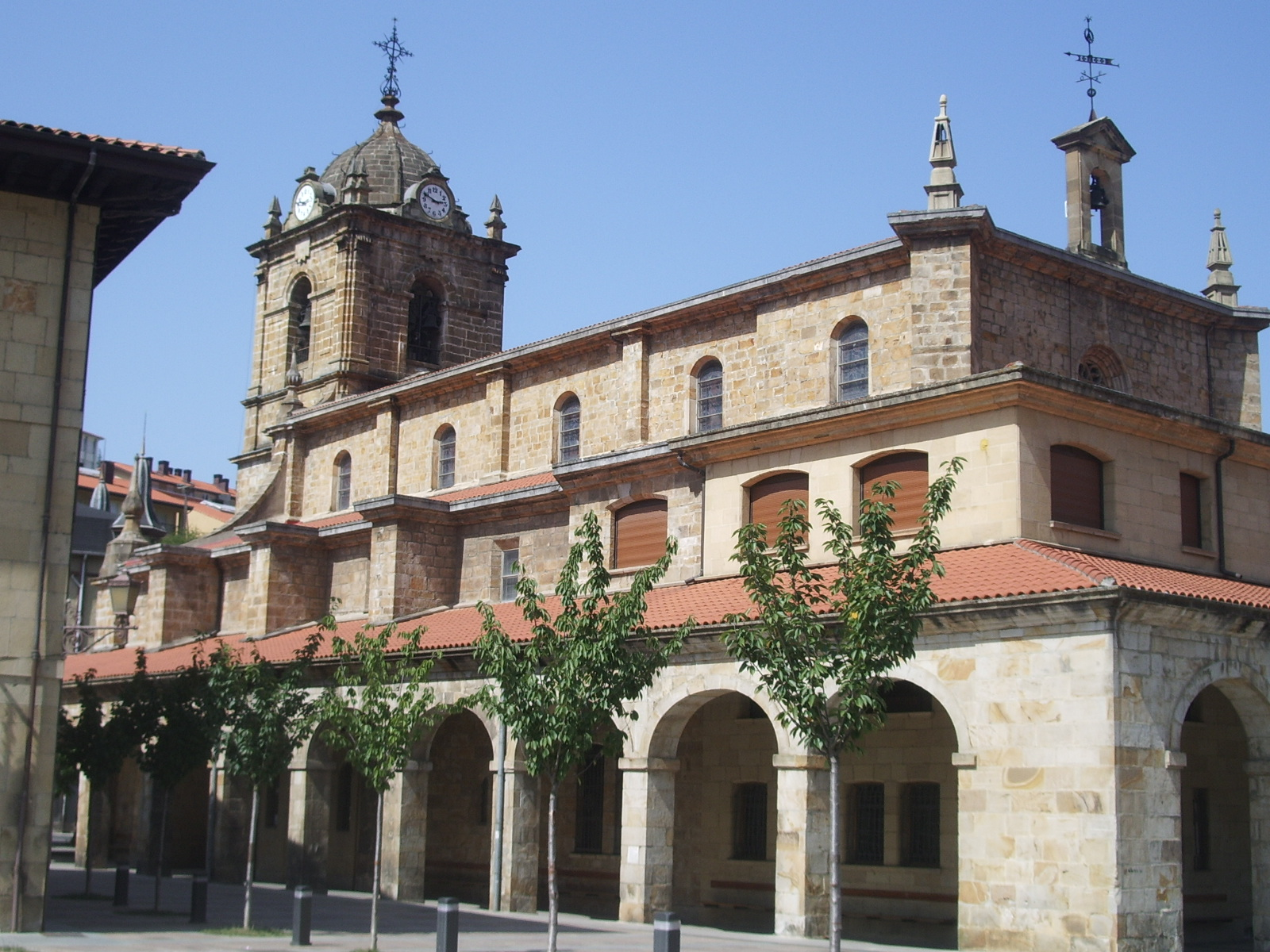
Iglesia de Legazpia

Posiblemente el núcleo naciera en 1608, tras la exención de Segura. El plano más antiguo conservado de Legazpia hay que fecharlo en 1805: el casco urbano lo constituía una calle regular, plaza, hospital, ayuntamiento, posada pública, 40 casas, además de iglesia parroquial. Lo completaba un entorno con 124 caseríos dispersos.
Hasta 1920 se dan pocas transformaciones. El crecimiento industrial ocasionará el ensanche del casco urbano (escuelas y frontón) y en la década 30-40 la calle Nueva.
Desde 1940 se va a dar la creación de los barrios urbanos: el Ensanche Oeste (San Ignacio, Aránzazu,...), barrios acordes a los criterios urbanísticos más avanzados de la época. A partir de 1956, se produce una segunda etapa con Ensanches Norte (Urtatza, Laubide...) y Sur (Itxaropen, Almirante Vicuña) realizadas tras la promulgación de la Ley del Suelo y Ministerio de la Vivienda.
Los barrios rurales: Brinkola, adquirió importancia con la construcción del ferrocarril en 1864, distanciado del casco urbano por 2 km.
Telleriarte, del casco urbano a 1 km, el solar Elorregui dominó antiguamente el barrio y montes vecinos. Se prolonga a lo largo de la carretera Oñate-Legazpia.
Fuente: Legazpiko Udaletxeko web orria

## Historia
La historia de Legazpi es rica y variada, remontándose a tiempos antiguos cuando el valle era habitado por los gentiles, conocedores del secreto de la obtención del hierro en hornos rudimentarios llamados haizeolas. El asentamiento del área se afianza con pruebas como los túmulos del Neolítico, reflejo de una cultura pastoril.
Desde el siglo XIV, la comunidad de Legazpi se centró en la industria férrica, utilizando inicialmente la fuerza del viento y luego la del agua para operar ferrerías más eficientes. A lo largo de los siglos, los ferrones mantuvieron conflictos con los baserritarras o agricultores, sobre el uso de la tierra y los recursos forestales, esenciales para la producción de hierro.
La anexión de Legazpi a la villa de Segura en 1384 fue un intento de gestionar mejor la seguridad y los recursos, manteniendo cierta autonomía local. Sin embargo, los desafíos económicos y políticos persistieron, culminando en la independencia administrativa de Legazpi en 1608, permitiéndole establecer su propia jurisdicción y gobierno.

El siglo XVIII fue un período de tranquilidad relativa, marcado por la reconstrucción de infraestructura importante como la iglesia y el ayuntamiento. Sin embargo, la revolución industrial trajo consigo una crisis para las tradicionales ferrerías, que se vieron superadas por el hierro europeo más barato y de mejor calidad. Esto llevó a un cambio económico, con una transición de la industria del hierro a otras formas de manufactura y agricultura.

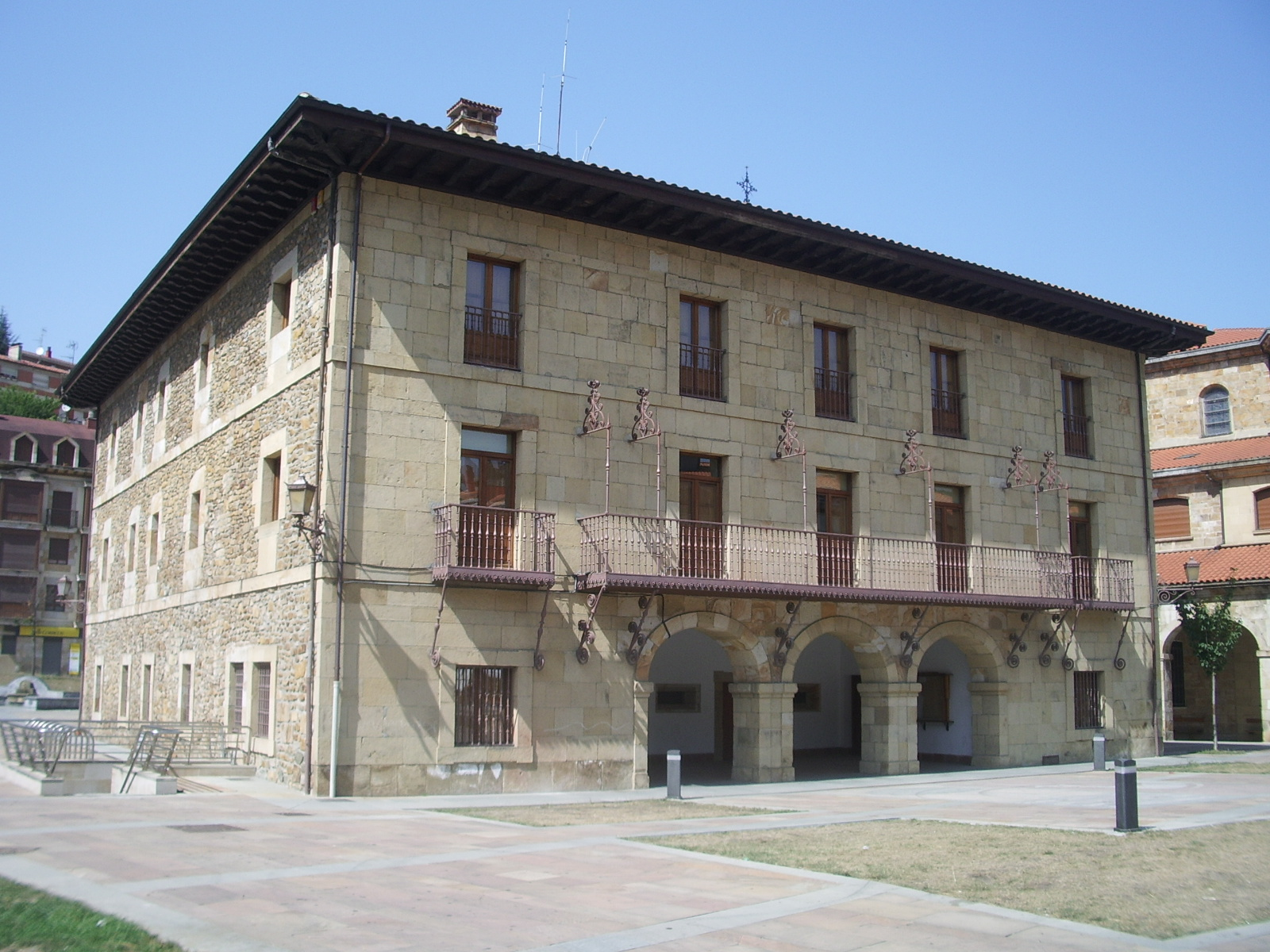
Ayuntamiento de Legazpia

En el siglo XX, Legazpi experimentó un renacimiento industrial gracias a iniciativas como la fábrica de Patricio Echeverría en 1908, especializada en herramientas. La guerra civil española trajo dificultades, pero la posguerra marcó un periodo de crecimiento y expansión industrial que transformó a Legazpi en un importante centro de manufactura, atrayendo a numerosos inmigrantes y expandiendo su población significativamente hasta finales del siglo XX. A pesar de enfrentar desafíos económicos en décadas recientes, Legazpi continúa siendo un testimonio de adaptación y resiliencia a lo largo de su historia.

## Demografía
Legazpia cuenta con una población de 8390 habitantes (INE 2024).
| Gráfica de evolución demográfica de Legazpia entre 1842 y 2021                                                      |
| |
| Población de derecho según los censos de población del INE Población de hecho según los censos de población del INE |

## Administración y política

### Gobierno municipal
| Partido político                                              | 2015  | 2015       | 2011  | 2011       | 2007  | 2007       | 2003        | 2003        | 1999    | 1999       | 1995  | 1995       |
| Partido político                                              | %     | Concejales | %     | Concejales | %     | Concejales | %           | Concejales  | %       | Concejales | %     | Concejales |
| Euzko Alderdi Jeltzalea-Partido Nacionalista Vasco (EAJ-PNV)  | 39,42 | 5          | 23,75 | 3          | 21,74 | 3          | 60,95       | 9           | 43,55   | 6          | 23,89 | 4          |
| Euskal Herria Bildu (EH Bildu)-Bildu                          | 35,41 | 5          | 43,05 | 7          | —     | —          | —           | —           | —       | —          | —     | —          |
| Partido Socialista de Euskadi-Euskadiko Ezkerra (PSE-EE PSOE) | 13,31 | 2          | 14,54 | 2          | 12,66 | 2          | 15,47       | 2           | 14,67   | 2          | 13,57 | 2          |
| Irabazi-Ezker Batua-Berdeak (EB-B)                            | 8,36  | 1          | 2,52  | 0          | 15,71 | 2          | 8,48        | 1           | 3,41    | 0          | 5,13  | 0          |
| Partido Popular del País Vasco (PP)                           | 2,17  | 0          | 4,85  | 0          | 6,27  | 0          | 11,81       | 1           | 9,11    | 1          | 5,74  | 0          |
| Hamaikabat (H1!)                                              | —     | —          | 8,78  | 1          | —     | —          | —           | —           | —       | —          | —     | —          |
| Eusko Abertzale Ekintza-Acción Nacionalista Vasca (EAE-ANV)   | —     | —          | —     | —          | 23,45 | 3          | —           | —           | —       | —          | —     | —          |
| Eusko Alkartasuna (EA)                                        | —     | —          | —     | —          | 18,98 | 3          | Con PNV     | Con PNV     | Con PNV | Con PNV    | 32,66 | 5          |
| Euskal Herritarrok (EH)-Herri Batasuna (HB)                   | —     | —          | —     | —          | —     | —          | Ilegalizado | Ilegalizado | 27,42   | 4          | 17,15 | 2          |

### Elecciones autonómicas 2012
El 21 de octubre de 2012 se celebraron elecciones al Parlamento Vasco. Estos fueron los resultados en Legazpia.
| Elecciones autonómicas, 21 de octubre de 2012 |       |         |
| Partido                                       | Votos | %       |
| EAJ-PNV                                       | 1.639 | 35,85 % |
| EHBILDU                                       | 1.456 | 31,85 % |
| PSE-EE                                        | 838   | 18,33 % |
| PP                                            | 256   | 5,60 %  |
| IU                                            | 125   | 1,73 %  |

### Elecciones al parlamento europeo 2014
El 25 de mayo de 2014 se celebraron elecciones al Parlamento Europeo. Estos fueron los resultados en Legazpia.
| Elecciones al Parlamento Europeo, 25 de mayo de 2014 |       |         |
| Partido                                              | Votos | %       |
| EHBILDU                                              | 920   | 31,12 % |
| EAJ-PNV                                              | 859   | 29,05 % |
| PSOE                                                 | 437   | 14,78 % |
| PP                                                   | 189   | 6,39 %  |
| PODEMOS                                              | 142   | 4,80 %  |
| IU-EKI                                               | 141   | 4,76 %  |

## Economía
Las siguientes industrias de Legazpia superan los cincuenta trabajadores en plantilla según el Catálogo Industrial Vasco:
- Bellota Herramientas: herramientas de mano y componentes de maquinaria agrícola. Es la tradicional empresa de cabecera de la multinacional Corporación Patricio Echeverría.
- CIE Legazpi: componentes de transmisión, cajas de cambio. Pertenece a la multinacional CIE Automotive.
- GKN Driveline Legazpi: piezas forjadas para el sector del automóvil en semicaliente. Pertenece a la multinacional GKN.
- Plasnor: transformación de plásticos.
- Sidenor Industrial: aceros especiales. La empresa cerró sus puertas en el 2009, llevando su producción a la planta de Basauri..* Sistemas Forjados de Precisión (SFP): forja.
- Talleres Protegidos Gureak montajes y mecanizados. Dosificación y llenado. Packaging (acondicionamiento de productos). Logística. Dan trabajo a personas discapacitadas.
- Urola (Div.Maquinaria): cooperativa. Construcción de maquinaria para transformación de plásticos.
- Zorrotz Comercial: fabricación y comercialización de útiles para máquina herramienta.

Entre 25 y 50 trabajadores:
- Calderería Urretxu: calderería.
- Fundiciones Joaquín Bereciartu: Fundición de piezas de acero moldeado al carbono.
- Ulma Precinox: filial del Grupo ULMA perteneciente al negocio de packaging.

## Cultura

### Música
El Legazpia, la música está a la orden del día. Últimamente la Banda de Legazpia, esta cada vez más numerosa gracias a todos los chavales que salen de la Musika Eskola. En la Musika Eskola también cada vez estudian más chavales y también gente mayor y esto hace que una gran parte de la población de Legazpia sepa música.
También existe una organización llamada Subeltza en la que hay muchos grupos, entre ellos Elbereth Taldea, uno de los más importantes de la organización y otros como Skapando, D-Pintxos... La mayoría son grupos jóvenes y muchos son nuevos.
También está cobrando mucha importancia la Patxaranga, una charanga formada por 13 jóvenes. Esta no es solo una charanga tradicional, con los instrumentos típicos que éstas poseen, sino que también tiene cantante, guitarra eléctrica y bajo.

### Deporte
El equipo de Baloncesto de Legazpia es el Andraitz k.e. 
El equipo de Fútbol de Legazpia es el Ilintxa, que posee una gran cantidad de equipos debido al seguimiento tan amplio que existe hacia este deporte a nivel local o mundial.
En los últimos años, la organización Legazpiko Gazteak k.e. organiza un torneo de Fútbol 7 que dura varios meses. Durante el último día, se juega por la mañana el partido por el tercer y cuarto puesto y por la tarde se juega el partido final. Una vez terminado se celebra una fiesta en el pueblo.
| Año  | Campeones      |
| 2008 | La peña + Ruin |
| 2009 | The Kulebras   |
| 2010 | Burkina Faso   |
| 2011 | The Kulebras   |
| 2012 | Futbol Comedy  |
| 2013 | Burkina Faso   |

El equipo de balonmano de Legazpia es La Salle.Un equipo que tiene un seguimiento amplio en el pueblo y que en los últimos años ha cosechado éxitos en diversas categorías como algún campeonato de País Vasco.[cita requerida]
La pelota vasca es un deporte muy querido en todo el País Vasco, Navarra y La Rioja, entre otros. En Legazpia es un deporte que está creciendo mucho, gracias a Legazpiko Gazteak k.e. fundado en el año 2002. Poseen una escuela de pelota en la que enseñan a la gente joven a jugar este deporte y a mejorar cada día.
También se ha vuelto tradición el torneo de pelota que se suele organizar en el pueblo, en el que cada vez participa más gente. Torneo que finaliza con una gran fiesta en el frontón Urbeltz de Legazpia, fundado en el año 2003, en el que se suele celebrar. Siempre termina junto con las fiestas del pueblo, en el que se suele organizar después de la comida popular, los partidos.

### Himno
Aizkorriren itzalpean

Urola ibaiak bustiz
Harrotuz jaio zera
Legazpi, gure herria
Sshu klan sshu klan klan
Ibaitik zeharrolak
Mendietan haizeolak
Olagizon, lurra
Gure harroa, Mirandaola
Santikutzak babesten gaitu
Legazpiar guztiok
Gerora begira gu
Itxaropenez eta ilusioz
Legazpi
Menditartean sarturik
Euskal Herriko gurutzean
Jende jatorra zabalean

Gora Legazpi

## Ciudad por el Comercio Justo
Desde el 8 de noviembre de 2013, Legazpia es Ciudad por el Comercio Justo, siendo la primera de Guipúzcoa. Pertenece al reducido grupo de ciudades a nivel mundial (1100 aproximadamente) que apuestan por el comercio justo y trabajan para que todos los agentes del municipio (comercios, colegios, asociaciones, empresas y ayuntamiento) apoyen esta forma alternativa de comercio y lo acerquen a la ciudadanía.